# EYE: Divine Cybermancy
EYE: Divine Cybermancy est un FPS/RPG développé par Streum On Studio. Le jeu utilise le moteur Source de Valve.

## Trame
L'histoire d'EYE: Divine Cybermancy prend place dans un futur dystopique et inclut des mécaniques de gameplay telles que les pouvoirs Psy, les augmentations cybernétiques, et le piratage. Le jeu s'inspire du jeu de rôle sur table AVA développé par Streum On Studio en 1998,.

## Système de jeu

### Mode solo
La campagne solo se déroule sur 21 chapitres de pure action. Durant cette aventure, votre personnage de la Secreta Secretorum devra mener à bien, ou non, les missions qui lui sont confiées. Dans tous les cas, le joueur aura à vivre avec toutes les décisions qu'il aura prises, chacun de ses échecs et toutes les conséquences de ses actes. En effet, si votre personnage décide de polluer une réserve d'eau durant une mission par exemple, ceci aura des répercussions sur le reste de son histoire. En corrélation, l'échec même d'une mission entraîne son lot de conséquences. Si vous ne parvenez pas à réussir une mission, vous changerez de chapitre tout de même et vos objectifs seront évalués au fur et à mesure du temps passé dans le jeu. Le comportement des NPC à votre égard ainsi que celui des forces ennemies auront été modifiés pour suivre les évènements que vous aurez engendrés.
À tout ceci vient se rajouter une vaste série de missions facultatives. En fait, une fois une certaine quantité de chapitres complétés, vous pourrez retourner dans la zone ou se déroulait les précédents chapitres et jouer l'une des multiples missions optionnelles, chargées aléatoirement, que propose cette zone particulière (environ 14 missions optionnelles par zone).
De plus, il n'y a pas que vos actions qui ont une répercussion à long terme, la mort de votre personnage entraînera des modifications irréversibles comme par exemple certaines faiblesses là où il a été particulièrement touché, une vitesse de réaction moins grande, etc.

### Mode coopération
Le mode coopératif permet pour 2 à 4 joueurs (2 joueurs étant le nombre recommandé par les développeurs) de faire évoluer les personnages dans la campagne de l'hôte. Tout évènement durant cette campagne influencera l'histoire de l'hôte, les bons coups et les erreurs du ou des invité(s) auront une répercussion immédiate sur le développement de l'aventure de celui qui invite (même lors de sa future session en solo). En somme, le joueur hôte utilise sa campagne à laquelle se greffent pour un certain temps plus de membres de la Secreta Secretorum.
Tous les joueurs voient leur personnage affecté lors de cette aventure. En effet, le porte-feuille, l'expérience, le karma et les conséquences dues à la mort d'un personnage sont sauvegardés. Donc, les joueurs invités devront évoluer dans le jeu en gardant ces critères à l'esprit.
Lors de cette campagne à plusieurs joueurs, le niveau de difficulté est réévalué en fonction du nombre de participants. Cette modification ne rend pas les ennemis plus puissants, mais augmente leur nombre. Le reste se fait du côté des joueurs, ces derniers deviennent moins résistants aux blessures (chutes, tirs alliés, tirs ennemis, etc.)

### Mode multijoueur
Le mode multijoueur est conseillé pour un groupe de joueurs formé de 4 à 8 participants (8 étant la quantité suggérée par les développeurs). Ce mode offre aux joueurs une vaste quantité de missions aux objectifs divers n'affectant pas l'histoire de chacun des personnages, ni celle de l'hôte à la différence de la campagne en mode coopératif. Ces missions sont en fait les missions optionnelles proposées lors de la campagne.
Par contre, ce mode affectera le personnage de chaque joueur, que ce soit pour les ressources monétaires ou encore leur niveau de personnage. Les effets irréversibles de la mort et l'utilisation trop fréquente du resurector auront eux aussi le même impact que lors d'un partie en campagne solo.
En somme, les personnages sont perpétuellement affectés par une session de jeu (quelle soit en solo, coop ou multijoueur), mais l'histoire des personnages n'est pas affectée par ce mode de jeu (à la différence du mode coop).

### Missions et modes
EYE: Divine Cybermancy possède une campagne solo détenant 21 chapitres. Ceux-ci sont constitués de missions diverses qui influenceront l'évolution du scénario de ce jeu.
Le joueur a, à sa disposition, un inventaire complet d'armes et d'équipements. Chaque chapitre offre au joueur une station d'armement où ce dernier peut modifier son équipement et faire le plein de munition.
Entre chaque mission, le joueur retourne au quartier général de L'EYE. À cet endroit, ce dernier peut acheter de nouveaux équipements, pouvoirs psychiques et implants cybernétiques. Il sera aussi en mesure de faire certaines missions optionnelles sur les zones qu'il aura déjà visité. Ces missions seront choisies de façon aléatoire et rapporteront de l'argent et des points d'expérience.
Chaque mission principale est dynamique, le jeu continue donc malgré le fait qu'une mission soit un échec ou non. Si le joueur échoue dans une mission, la partie n'est pas terminée, mais le résultat influe sur l'historique du héros.

### Progression
Dans ces deux modes de jeu, le personnage voit ses compétences et ses niveaux évoluer. Ce dernier peut configurer son évolution de deux façons : de façon automatique d'une part, où les compétences principalement utilisées augmenteront et une façon manuelle, où le personnage reçoit des points que le joueur peut distribuer à sa guise.
Le personnage possède aussi des implants cybernétiques à sa disposition lui permettant d'augmenter ses capacités mais également d'avoir accès à des pouvoirs spéciaux. Le joueur peut améliorer ses implants avec de l'argent accumulé après avoir tué certain PNJs, complété certaines missions ou après avoir gagné un tournoi multijoueur.

### Système de difficulté
Le joueur peut choisir parmi quatre niveaux de difficulté. Ce niveau détermine la quantité de dommages que le héros peut supporter, le nombre de résurrections que le personnage peut utiliser (ce qui ramène le personnage à la vie) et l'efficacité des adversaires. En multijoueur, cette valeur est modifiée en fonction du nombre de participants.

## Accueil
- Gamekult : 7/10[4]
- Jeuxvideo.com : 13/20[5]